# Camborne (stacja kolejowa)
 Camborne – stacja kolejowa w miejscowości Camborne na linii Cornish Main Line. Na stacji zatrzymują się pociągi pośpieszne HST. Stacja gruntownie odremontowana w 2007 r.

## Ruch pasażerski
Stacja w Camborne obsługuje ok. 280 418 pasażerów rocznie (dane za okres od kwietnia 2021 do marca 2022). Posiada bezpośrednie połączenia z Birmingham, Bristol, Glasgow, Leeds, Liverpool, Londyn, Penzance, Plymouth.